# Chiesa di Sant'Antonio Abate (Vasia)
La chiesa di Sant'Antonio Abate è la parrocchiale di Vasia, in provincia di Imperia e diocesi di Albenga-Imperia; fa parte del vicariato di Pontedassio.

## Storia
Nel 1199 a Vasia si insediò una comunità di monaci benedettini che, provenienti dall'abbazia di Lerino, presero possesso della chiesetta di San Martino.
La parrocchiale di Sant'Antonio Abate venne invece ricostruita nel XVI secolo; il campanile invece è più recente, essendo stato eretto nel 1806.

## Descrizione

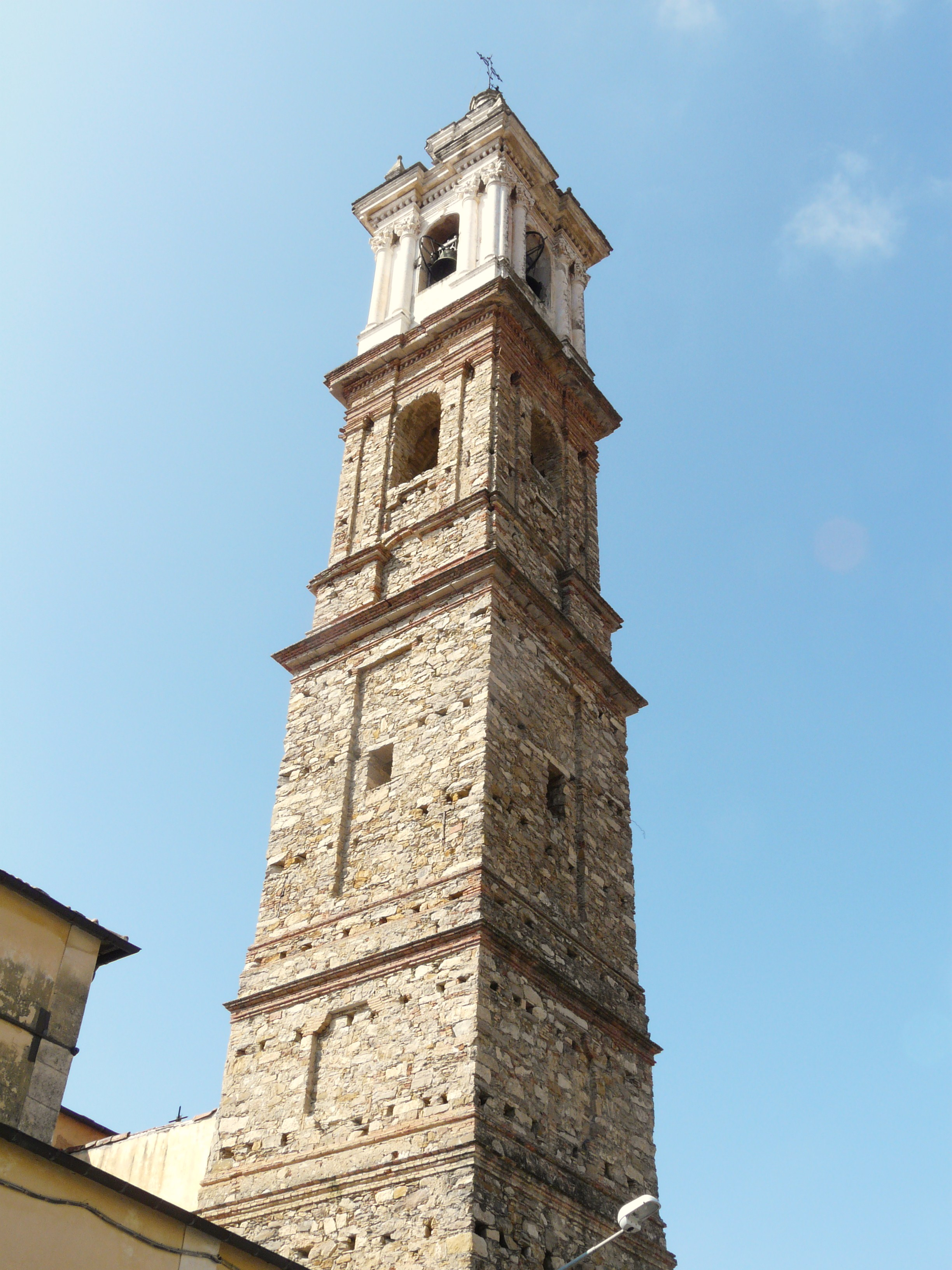
Il campanile

### Esterno
La facciata a salienti della chiesa, rivolta a nordovest e scandita da lesene angolari, presenta al centro il portale d'ingresso, a cui s'accede percorrendo una breve scalinata, e sopra invece vi è una serliana murata.
Annesso alla parrocchiale è l'ottocentesco campanile in pietra a base quadrata, suddiviso in più registri da cornici marcapiano; la cella presenta su ogni lato una monofora affiancata da semicolonne binate ed è coronata dalla lanterna.

### Interno
L'interno dell'edificio si compone di tre navate, separate da colonne sorreggenti archi a tutto sesto; al termine dell'aula si sviluppa il presbiterio, ospitante l'altare maggiore e chiuso dalla parete di fondo piatta.
Qui sono conservate diverse opere di pregio, tra le quali tre polittici aventi come soggetto la Vergine e Bambino attorniati da Santi: il primo, originariamente collocato nella chiesa di Sant'Anna, fu realizzato da Pietro Guidi, il secondo, proveniente dalla cappella di San Martino, risale al XV secolo e il terzo invece venne eseguito da Guido De Rossi alla fine del XVI secolo.